# Neochiton pulchripes
Neochiton pulchripes är en insektsart som beskrevs av Max Beier 1962. Neochiton pulchripes ingår i släktet Neochiton och familjen vårtbitare. Inga underarter finns listade i Catalogue of Life.